# Pucrasia macrolopha
Pucrasia macrolopha là một loài chim trong họ Phasianidae.